# ویلهلم فیتیگ
ویلهلم فیتیگ (آلمانی: Wilhelm Rudolph Fittig؛ ۶ دسامبر ۱۸۳۵ – ۱۹ نوامبر ۱۹۱۰) یک شیمی‌دان اهل آلمان بود.
وی همچنین برنده جوایزی همچون مدال دیوی شده است.
او اثر سدیم را بر روی کتون ها و هیدروکربن ها مطالعه کرد.  او واکنش فیتیگ یا واکنش ورتز-فیتیگ را برای سنتز آلکیل بنزن ها کشف کرد.